# Andy Cairns
Andy Cairns (ur. 22 września 1965 w Ballyclare w Irlandii Północnej) – irlandzki muzyk, kompozytor, instrumentalista oraz wokalista. Współzałożyciel grupy muzycznej Therapy?, w której śpiewa i gra na gitarze.